# 凱克斯角 (加利福尼亞州)
凱克斯角（英語：Kecks Corner）是位於美國加利福尼亞州克恩縣的一個非建制地區。該地的面積和人口皆未知。

## 地理
凱克斯角的座標為35°40′15″N 120°04′55″W / 35.67083°N 120.08194°W，而該地的平均海拔高度為259米（即850英尺）。